# Ноале
Ноа̀ле (на италиански: Noale; на венециански: Noàłe) е град и община в Северна Италия, провинция Венеция, регион Венето. Разположен е на 18 m надморска височина. Населението на общината е 15 965 души (към 2014 г.).